# Josep Sorribes i Monrabal
Josep Sorribes i Monrabal (València, 1951 - 30 de gener de 2024) fou un economista urbà. Va ser un dels referents de l'Escola Territorial Valenciana.
Professor d'economia regional i urbana a la Universitat de València, fou cap de gabinet de Ricard Pérez Casado entre 1983 i 1989. Durant la dècada de 2010 va impulsar la plataforma Aula Ciutat.